# Resznek, Zala
Resznek  este un sat în districtul Lent, județul Zala, Ungaria, având o populație de 292 de locuitori (2011). 

## Demografie
Componența etnică a satului Resznek
     Maghiari (95,29%)
     Romi (4,71%)
Componența confesională a satului Resznek
     Romano-catolici (80,82%)
     Fără religie (2,4%)
     Reformați (1,37%)
     Necunoscută (15,41%)
Conform recensământului din 2011, satul Resznek avea 292 de locuitori. Din punct de vedere etnic, majoritatea locuitorilor (95,29%) erau maghiari, cu o minoritate de romi (4,71%).  Din punct de vedere confesional, majoritatea locuitorilor (80,82%) erau romano-catolici, existând și minorități de persoane fără religie (2,4%) și reformați (1,37%). Pentru 15,41% din locuitori nu este cunoscută apartenența confesională.